# Parco nazionale del Makalu-Barun
Il parco nazionale del Makalu-Barun (in nepalese: मकालु–बरुण राष्ट्रिय निकुञ्ज) è l'ottavo parco nazionale dell'Himalaya del Nepal; è stato istituito nel 1992 come estensione orientale del parco nazionale di Sagarmatha. Coprendo un'area di 1500 km2 nei distretti di Solukhumbu e Sankhuwasabha, è l'unica area protetta del mondo con un dislivello di oltre 8000 m che racchiude la foresta tropicale e cime innevate. La zona cuscinetto adiacente al confine meridionale e sud-orientale del parco copre un'area di 830 km2.
Le aspre vette del Makalu, con 8463 m di altezza è la quinta montagna più alta del mondo, Chamlang (7319 m), Baruntse (7129 m) e Picco Mera (6654 m) sono incluse nel parco nazionale. L'area protetta si estende per circa 66 km da ovest a est e per circa 44 km da nord a sud. Dalla valle del fiume Arun a sud-est, situata ad un'altitudine di 344-377 m, l'altitudine guadagna circa 8025 m fino alla cima del Makalu. Il parco nazionale condivide il confine internazionale a nord con la Riserva naturale nazionale di Qomolangma nella regione autonoma del Tibet.
L'area protetta fa parte del sacro paesaggio himalayano.

## Storia
All'inizio e alla metà degli anni '80, il personale del The Mountain Institute (TMI) ha condotto indagini nella valle del Barun per studiare la ricchezza biologica. I risultati di questi indagini hanno suscitato l'interesse per la creazione di una nuova area protetta. Una proposta è stata formulata nel 1985. Nel 1988, il Makalu-Barun Conservation Area Project (MBNPCA) è stato avviato come impegno congiunto del Dipartimento dei parchi nazionali e della conservazione della fauna e TMI.
L'MBNPCA è stato ufficialmente approvato nel 1991. All'epoca, circa 32000 persone risiedevano nei 12 comitati per lo sviluppo dei villaggi della zona di conservazione, che sono principalmente agricoltori di sussistenza di gruppi etnici Limbu, Sherpa, Yakkha, Rai, Gurung, Tamang, Magar, Newar, Brahmin e Chhetri. Un approccio innovativo di conservazione basato sulla comunità ha messo in evidenza la gestione della biodiversità insieme alle comunità locali. Sono stati creati gruppi comunitari di utenti forestali con il diritto legale di utilizzare le aree forestali designate su base sostenibile. L'ecoturismo è stato promosso come un modo per ampliare le opportunità di lavoro al di fuori delle aziende agricole per le popolazioni locali, riducendo al contempo l'impatto ambientale negativo. La caccia e la cattura di animali selvatici rari e in via di estinzione è severamente vietata nel MBNPCA, tranne in casi estremi di minaccia per la vita umana. C'era anche una disposizione per indennizzare gli agricoltori per le colture e il depredamento del bestiame causato dalle specie in via di estinzione.
Nel 1999, l'area di conservazione è stata convertita in una zona cuscinetto. Nell'ambito delle linee guida per la gestione delle zone cuscinetto, la conservazione delle foreste, della fauna selvatica e delle risorse culturali ha ricevuto la massima priorità, seguita dalla conservazione di altre risorse naturali e dallo sviluppo di energie alternative.
Le inaccessibili vallate del fiume Barun, l'affluente alimentato dai ghiacciai del fiume Arun, custodiscono alcune delle ultime foreste e praterie incontaminate. Quest'area è stata designata come riserva naturale rigorosa, la prima in Nepal, al fine di proteggere gli ecosistemi e i processi naturali in uno stato indisturbato per studi scientifici, monitoraggio ambientale, istruzione e mantenimento delle risorse genetiche.

## Clima
Il parco si trova nella zona climatica orientale dell'Himalaya, dove il monsone inizia a giugno e si calma a fine settembre. Durante questi mesi cade circa il 70% della precipitazioni annuali pari a 4000 mm. Le prime nuvole monsoniche raggiungono l'area ad aprile. Le temperature variano notevolmente a causa dell'estrema differenza di altitudine nell'intera area. Le quote più basse sono temperate durante l'inverno e calde durante aprile e maggio. Le zone tropicali e subtropicali sono prive di ghiaccio, con temperature medie mensili superiori a 18 °C.

## Flora

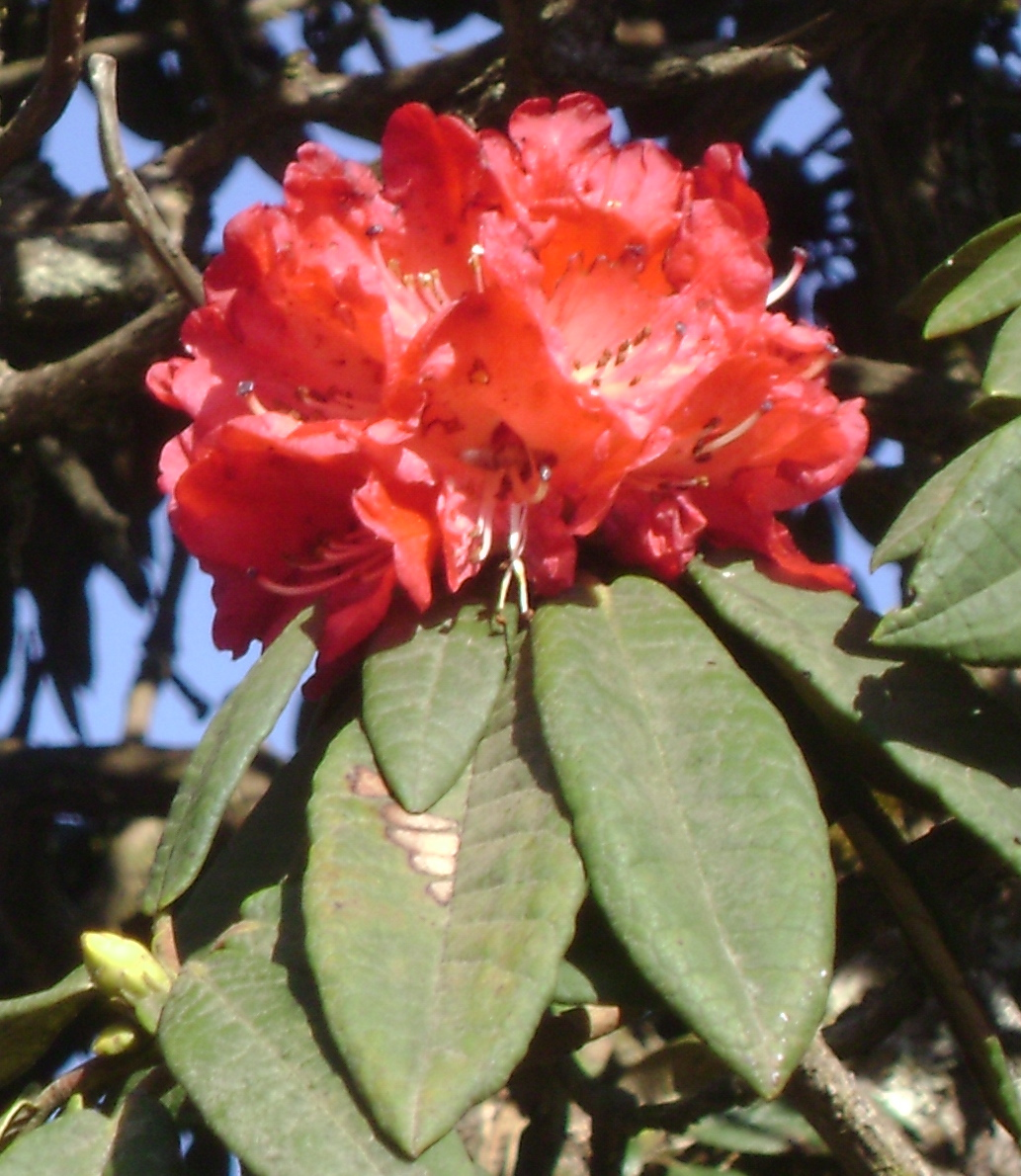
Rhododendron arboreum – l'emblema floreale del Nepal

Il parco presenta un'alta diversità di tipi di foresta che sono caratteristici dell'Himalaya orientale, che vanno dalla foresta tropicali con dipterocarpaceae su un'altitudine di 400 m alle conifere subalpine su un'altitudine di 4000 m. Gli aspetti delle foreste variano in base alla disponibilità stagionale di umidità, alla temperatura e alla copertura nevosa a diverse altitudini e pendenze. Le foreste al di sotto dei 2000 m sono fortemente influenzate dall'agricoltura di sussistenza, cosicché solo alcuni giacimenti di importanza ecologica rimangono lì. Sopra i 2000 m le foreste sono generalmente estese poiché il clima fresco e umido sopprime l'attività agricola. Le foreste si estendono su cinque zone bioclimatiche:
- tropicale - sotto 1000 m con basamenti di Sal;
- subtropicale - da 1000 a 2000 m con i basamenti di Schima e Castanopsis;
- temperato inferiore e superiore - da 2000 a 3000 m con specie sempreverdi a foglia larga di varietà di querce, lauraceae, alloro e latifoglie di acero e magnolia;
- subalpino - da 3000 a 4000 m con piantagioni di betulle dell'Himalaya e abete dell'Himalaya orientale (Abies spectabilis); lungo un passaggio dai pendii esterni, meridionali alle valli interne questi stand sono dominati da conifere come ginepro e abete.

Su pascoli alpini ad altitudini superiori a 4000 m prosperano il rododendro nano e il ginepro, di importanza religiosa, erbe aromatiche e delicati fiori selvatici. La regione sopra 5000 m comprende principalmente roccia e ghiaccio con poca vegetazione.
I botanici hanno registrato 3128 specie di piante da fiore, tra cui 25 delle 30 varietà di rododendro del Nepal, 48 primule, 47 orchidee, 19 bambù, 15 querce, 86 alberi da foraggio e 67 piante aromatiche e medicinali economicamente preziose.

## Fauna

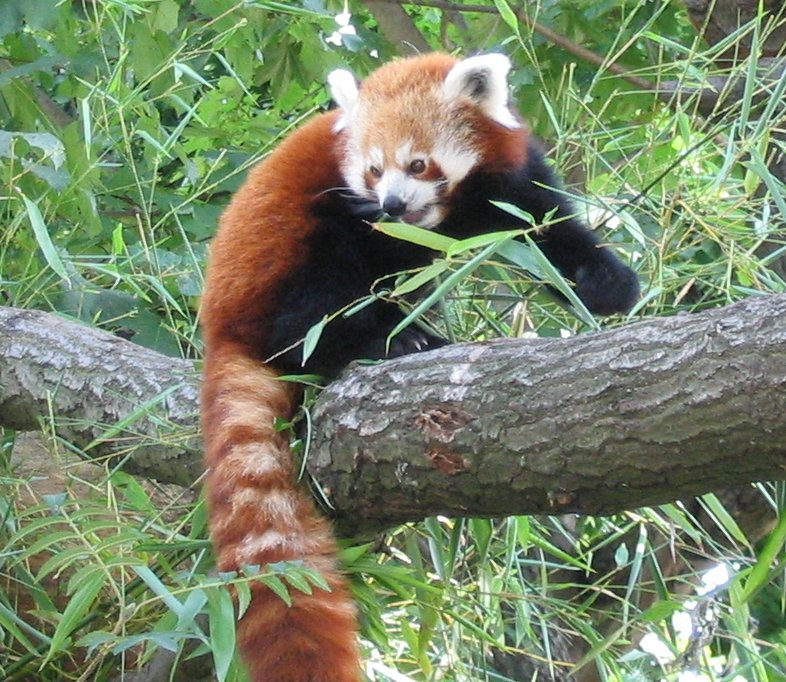
Panda Rosso

L'area protetta è l'habitat per un'ampia varietà di specie faunistiche. Ci sono 315 specie di farfalle, 43 specie di rettili e 16 specie di anfibi. 78 specie di pesci abitano i numerosi stagni, laghi e fiumi. Gli ornitologi hanno registrato 440 specie di uccelli, che vanno dalle aquile e altri rapaci alle cicogne collolanoso e ai nettarinidi dai colori brillanti. Le 16 specie di uccelli rare o protette includono il parrocchetto dal collare, il martin pescatore di Blyth, il martin pescatore dalle orecchie bianche, la pitta dalla nuca azzurra, il pigliamosche blu chiaro, la cincia sultana, la mesia guanceargento, il garrulo spinoso e la yuhina nucabianca.
Le 88 specie di mammiferi includono leopardo delle nevi, leopardo indiano, leopardo nebuloso, gatto della giungla, gatto leopardo, sciacallo dorato, lupo himalayano, volpe rossa, panda rosso, orso nero, langur Hanuman, macaco di Assam, tahr dell'Himalaya, goral grigio, cervo, cervo muschiato, muntjak, capricorno ell'Himalaya, cinghiale, scoiattolo volante, lontre, linsang maculato, donnola degli Altai e marmotta. Nel maggio 2009, gli zoologi hanno scattato la prima foto trappola di un gatto dorato asiatico ad un'altitudine di 2517 m.